# Vissing (scheepsbouw)
Vissing is een term uit de (hout-)scheepsbouw. Op grotere schepen is er sprake van een zogenaamde doorgestoken mast. De mast staat dan op de kielbalk in het zaathout. De vissing is het (versterkte) gat in het dek van het schip waardoor de mast gaat.